# Гірне (Ялтинський район)
Гі́рне (до 1945 року — Ериклік, крим. Eriklik) — селище в Україні, у складі Ялтинського району Автономної Республіки Крим.
Історична назва селища, Ериклік, у перекладі з кримськотатарської означає «сливовий сад» або «долина слив».
Відстань від райцентру до населеного пункта становить 4 кілометрів по прямій.